# کریستیان نونیز (بازیکن فوتبال، زاده ۱۹۸۰)
کریستیان نونیز (انگلیسی: Cristian Núñez؛ زادهٔ ۲ اوت ۱۹۸۰) بازیکن فوتبال اهل آرژانتین است.
از باشگاه‌هایی که در آن بازی کرده‌است می‌توان به باشگاه فوتبال نیولز اولد بویز اشاره کرد.